# They-sous-Montfort
They-sous-Montfort este o comună franceză situată în departamentul Vosges, în regiunea Grand Est.

## Geografie

### Localizare
They-sous-Montfort se află în apropiere de Vittel, la 36 km vest de Épinal.

### Comune limitrofe
| Parey-sous-Montfort | Domjulien |                             |
| Vittel              |           | La Neuveville-sous-Montfort |
| Vittel              | Vittel    | Haréville                   |

### Hidrografie

#### Rețeaua hidrografică
Comuna este situată în bazinul hidrografic Rhinului și în bazinul hidrografic al Meuse, în cadrul bazinului Rhin-Meuse. Este drenată de pârâul They și pârâul Pre Janneton.

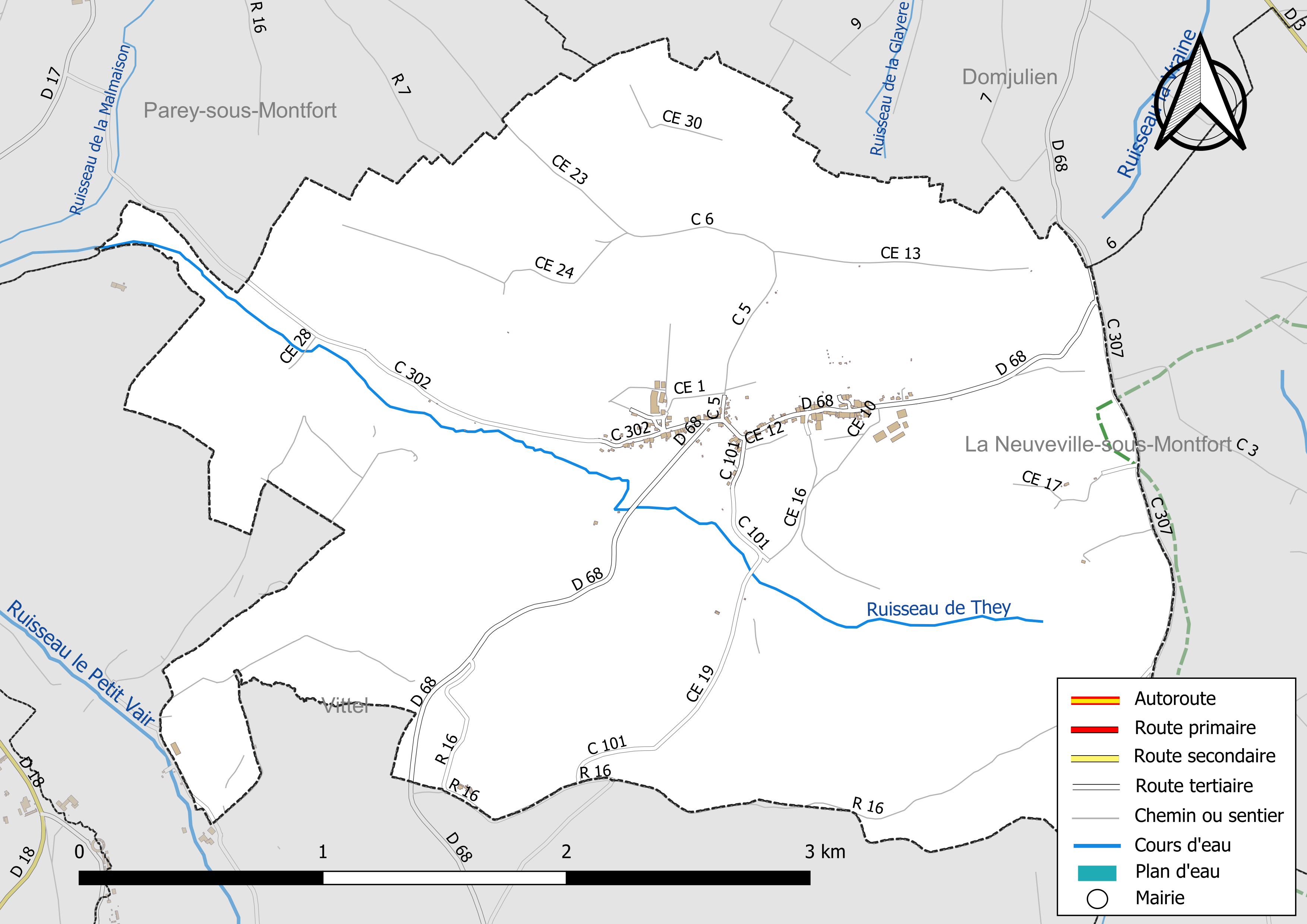
Rețelele hidrografice și rutiere They-sous-Montfort.

#### Managementul si calitatea apei
Teritoriul comunei este acoperit de schema de amenajare și de gestionare a apelor (SAGE) „Nappe des Grès du Trias Inférieur”. Acest document de planificare, care include teritoriul din zona de distribuție a apelor din pânza freatică a Grès din Triasicul Inferior (GTI), cu o suprafață de 1.497 km², este în curs de elaborare. Obiectivul urmărit este de a stabiliza nivelurile piezometrice ale pânzei freatice GTI și de a atinge un echilibru între extrageri și capacitatea de reîncărcare a pânzei freatice. Schema trebuie să fie coerentă cu obiectivele de calitate definite în SDAGE Rhin-Meuse și Rhône-Méditerranée. Structura responsabilă pentru elaborarea și implementarea acesteia este consiliul departamental al Vosges.
Calitatea apei și a cursurilor de apă poate fi consultată pe un site dedicat, gestionat de agențiile de apă și de Agenția Franceză pentru Biodiversitate.

### Clima
În 2010, clima comunei este clasificată ca fiind de tip montan, conform unui studiu realizat de Centrului Național de Cercetare Științifică (CNRS) pe baza unui set de date care acoperă perioada 1971-2000. În 2020, Météo-France publică o tipologie a climatului pentru Franța metropolitană, în care comuna se află într-o zonă de tranziție între climatul oceanic și climatul continental și este inclusă în regiunea climatică Lorraine, plateau de Langres, Morvan. Această regiune se caracterizează printr-o iarnă aspră (1,5 °C), vânturi moderate și ceață frecventă toamna și iarna.
Pentru perioada 1971-2000, temperatura medie anuală este de 9,4 °C, cu o amplitudine termică anuală de 17 °C. Cumulul anual mediu de precipitații este de 950 mm, cu 13 zile de precipitații în ianuarie și 9,6 zile în iulie. Pentru perioada 1991-2020, temperatura medie anuală observată la stația meteorologică Météo-France cea mai apropiată, „Lignéville”, situată în comuna Lignéville la 7 km în linie dreaptă, este de 10,3 °C și cumulul anual mediu de precipitații este de 856,3 mm. Temperatura maximă înregistrată la această stație este de 38,7 °C, atinsă pe 25 iulie 2019; temperatura minimă este de −17,5 °C, atinsă pe 20 decembrie 2009.
Parametrii climatici ai comunei au fost estimați pentru mijlocul secolului (2041-2070) conform diferitelor scenarii de emisie de gaze cu efect de seră, bazate pe noile proiecții climatice de referință DRIAS-2020. Aceștia pot fi consultați pe un site dedicat publicat de Météo-France în noiembrie 2022.

## Urbanism

### Tipologie
La 1 ianuarie 2024, They-sous-Montfort este clasificată ca o comună rurală cu habitat foarte dispersat, conform noii grile comunale de densitate cu șapte niveluri definită de INSEE (Institutul Național de Statistică și Studii Economice) în 2022. Comuna este situată în afara unei unități urbane. De asemenea, comuna face parte din zona de atracție Vittel - Contrexéville, fiind una dintre comunele periferice. Această zonă, care include 72 de comune, este clasificată în categoria zonelor cu mai puțin de 50.000 de locuitori.

### Utilizarea terenului
Utilizarea terenurilor din comună, așa cum rezultă din baza de date europeană privind utilizarea biogeofizică a solurilor Corine Land Cover (CLC), se caracterizează prin importanța teritoriilor agricole (63 % în 2018), deși în scădere față de 1990 (66,5 %). Distribuția detaliată în 2018 este următoarea: pajiști (41,7 %), păduri (30,6 %), zone agricole heterogene (14,5 %), terenuri arabile (6,8 %), zone urbanizate (3,5 %), spații verzi artificializate, non-agricole (2,8 %). Evoluția ocupării terenurilor în comună și a infrastructurilor sale poate fi observată pe diferitele reprezentări cartografice ale teritoriului: harta Cassini (secolul XVIII), harta de stat-major (1820-1866) și hărțile sau fotografiile aeriene ale IGN pentru perioada actuală (1950 până în prezent).

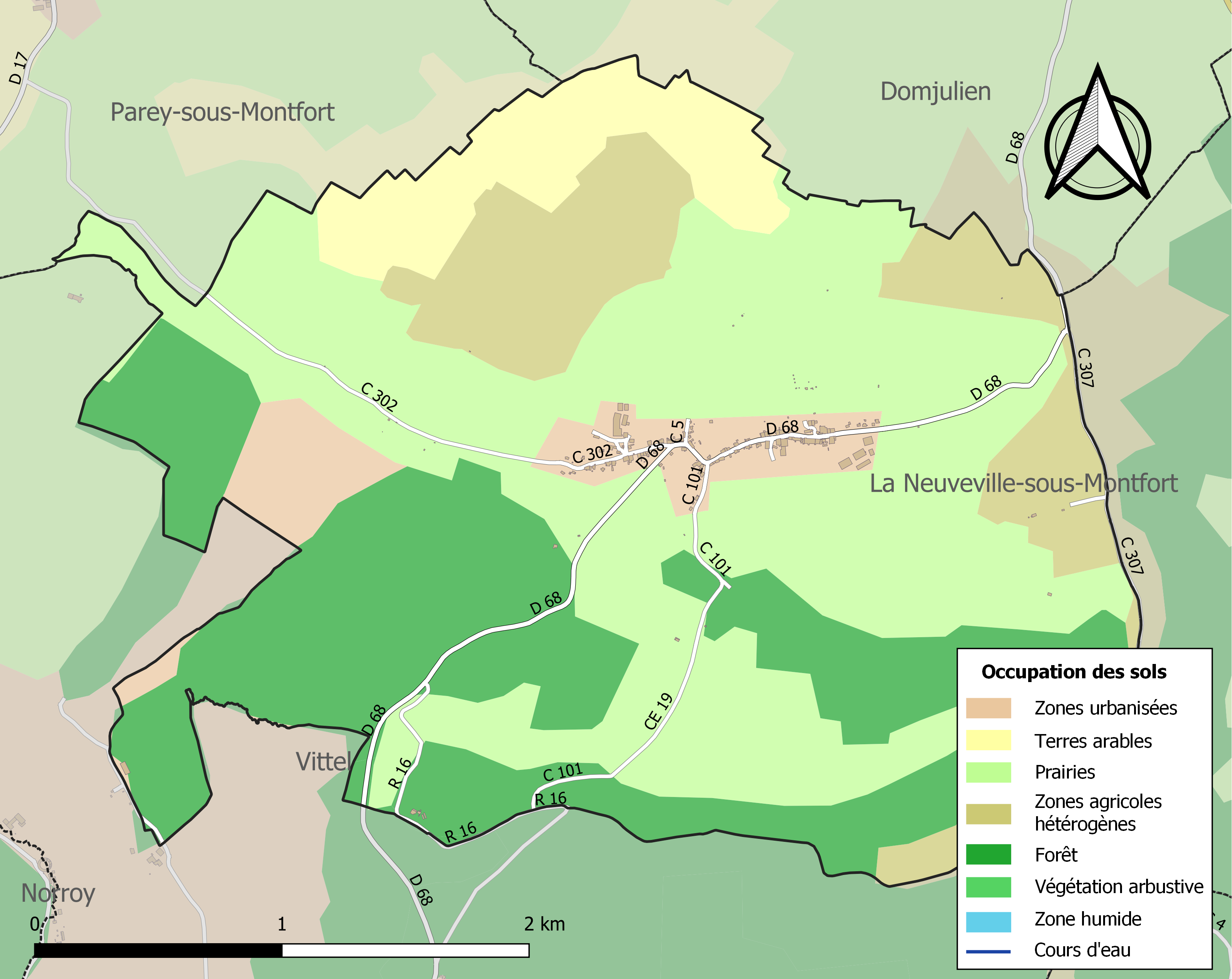
Harta infrastructurii și utilizării terenului a comunei în 2018 (CLC).

## Istorie
Sub Vechiul Regim, They-sous-Montfort aparținea de bailliage-ul (judecătoria) din Mirecourt. Biserica sa, dedicată sfântului Simforian, făcea parte din dioceza de Toul, în cadrul decanatului Porsas. Parohia era sub patronajul priorului din Relanges.
La Revoluție, comuna a fost integrată în districtul Mirecourt, iar ulterior în cantonul Vittel.

## Populația și societatea

### Date demografice
Evoluția numărului de locuitori este cunoscută prin recensămintele populației efectuate în comuna respectivă începând din 1793. Pentru comunele cu mai puțin de 10 000 de locuitori, un recensământ al întregii populații este realizat la fiecare cinci ani, populațiile legale pentru anii intermediari fiind estimate prin interpolare sau extrapolare. Pentru comuna Vittel, primul recensământ exhaustiv în cadrul noului dispozitiv a fost realizat în 2004.
În 2021, comuna număra 125 locuitori, în scădere cu 3,1 % față de 2015 (Vosges: −3,05%, Franța fără Mayotte: +1,84%).
| An        | 1793 | 1821 | 1841 | 1856 | 1876 | 1886 | 1901 | 1921 | 1936 | 1962 | 1982 | 2006 | 2014 | 2021 |
| --------- | ---- | ---- | ---- | ---- | ---- | ---- | ---- | ---- | ---- | ---- | ---- | ---- | ---- | ---- |
| Populație | 248  | 327  | 433  | 365  | 364  | 327  | 307  | 266  | 247  | 239  | 188  | 166  | 132  | 125  |

## Cultura și patrimoniul local

### Locuri si monumente
- Biserica Saint-Symphorien din secolul al XVIII-lea, situată în La Grande They.
- Capela Notre-Dame-de-Grâce din La Petite They.